# Comuna de Kowala
Kowala (polaco: Gmina Kowala) é uma gminy (comuna) na Polónia, na voivodia de Mazóvia e no condado de Radomski. A sede do condado é a cidade de 1999.
De acordo com os censos de 2004, a comuna tem 10 456 habitantes, com uma densidade 140 hab/km².

## Área
Estende-se por uma área de 74,71 km², incluindo:
- área agricola: 87%
- área florestal: 7%

## Demografia
Dados de 30 de Junho 2004:
|                      | Total   | Total | Mulheres | Mulheres | Homens  | Homens |
| -------------------- | ------- | ----- | -------- | -------- | ------- | ------ |
|                      | pessoas | %     | pessoas  | %        | pessoas | %      |
| População            | 10 456  | 100   | 5198     | 49,7     | 5258    | 50,3   |
| Densidade (pop./km²) | 140     | 100   | 69,6     | 69,6     | 70,4    | 70,4   |

De acordo com dados de 2002, o rendimento médio per capita ascendia a 1179,26 zł.

## Subdivisões
- Augustów, Bardzice, Dąbrówka Zabłotnia, Grabina, Huta Mazowszańska, Kończyce-Kolonia, Kosów, Kotarwice, Kowala-Stępocina, Ludwinów, Maliszów, Mazowszany, Młodocin Mniejszy, Parznice, Romanów, Rożki, Ruda Mała, Trablice.

## Comunas vizinhas
- Orońsko, Radom, Skaryszew, Wierzbica, Wolanów